# Dobrzany (gmina)
Dobrzany – gmina miejsko-wiejska w województwie zachodniopomorskim, w południowo-wschodniej części powiatu stargardzkiego. Siedzibą gminy jest miasto Dobrzany.
Miejsce w województwie (na 114 gmin):

powierzchnia 78., ludność 77.
Według danych z 31 grudnia 2009 roku gmina miała 4928 mieszkańców.

## Położenie
Według danych z 1 stycznia 2010 powierzchnia gminy wynosiła 134,73 km². Gmina stanowi 8,9% powierzchni powiatu.
Tereny leśne zajmują 24% powierzchni gminy, a użytki rolne 62%.
Sąsiednie gminy:
- Chociwel, Ińsko, Marianowo i Suchań (powiat stargardzki)
- Recz (powiat choszczeński)
- Kalisz Pomorski (powiat drawski)

Do 31 XII 1998 r. wchodziła w skład województwa szczecińskiego.

## Demografia
Dane z 31 grudnia 2008:
| Opis                              | Ogółem | Ogółem | Kobiety | Kobiety | Mężczyźni | Mężczyźni |
| --------------------------------- | ------ | ------ | ------- | ------- | --------- | --------- |
| jednostka                         | osób   | %      | osób    | %       | osób      | %         |
| populacja                         | 4986   | 100    | 2443    | 49,0    | 2543      | 51,0      |
| gęstość zaludnienia (mieszk./km²) | 37     | 37     | 18,1    | 18,1    | 18,8      | 18,8      |

Gminę zamieszkuje 4,2% ludności powiatu. 

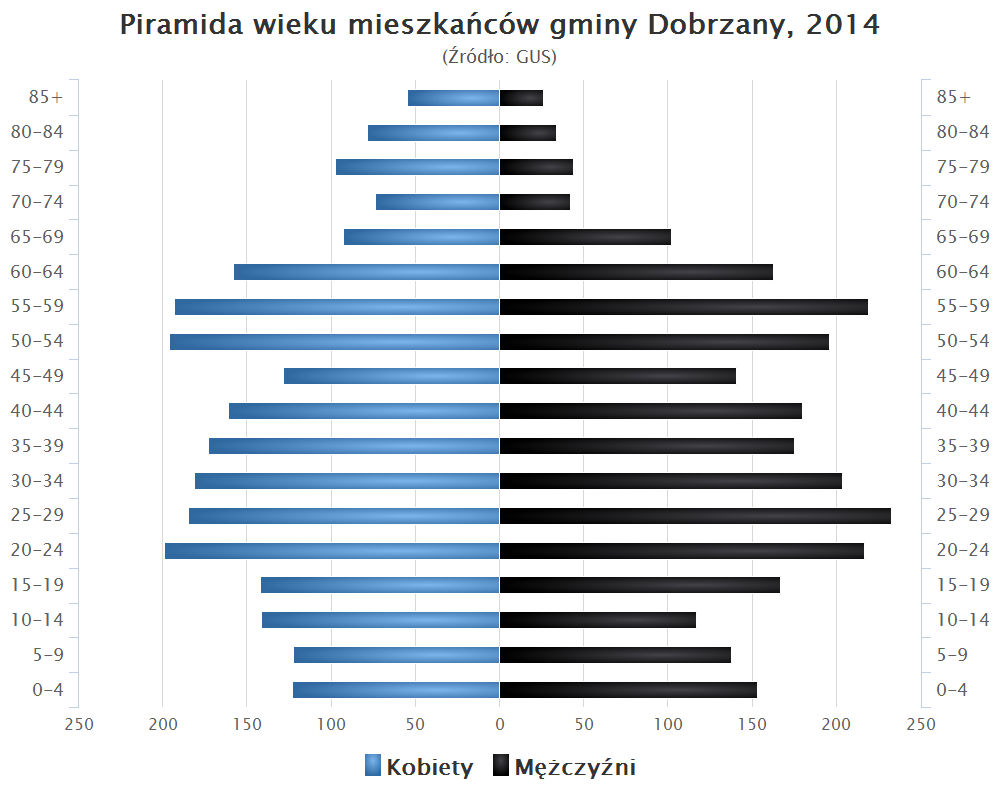
Piramida wieku mieszkańców gminy Dobrzany w 2014 roku

## Przyroda i turystyka
Gmina leży na Pojezierzu Ińskim. Wschodnia część gminy położona jest na terenie Ińskiego Parku Krajobrazowego. Wchodzące w skład gminy cztery jeziora: Krzemień, Dolice, Sierakowo i Okole posiadają drugą klasę czystości wód. Gmina posiada nowoczesną oczyszczalnię ścieków. Lasy i czyste jeziora są jej atutem, zachęcają do rozwoju turystyki i bazy wypoczynkowej. Przez gminę przepływa dostępna dla kajaków rzeka Pęzinka.
Przez gminę Dobrzany prowadzą dwa szlaki turystyczne:
- Szlak Hetmana Stefana Czarnieckiego,
- Szlak „Wzniesienia Moreny Czołowej”

## Komunikacja
Dobrzany są jedynym miastem w województwie, do którego nie prowadzą żadne drogi wojewódzkie ani krajowe. Przez wschodnie obrzeża prowadzi droga wojewódzka nr 151 łącząca Ińsko z Reczem. Odległość z Dobrzan do stolicy powiatu, Stargardu wynosi 32 km jadąc przez Suchań lub Marianowo.
Dobrzany uzyskały połączenie kolejowe w 1896 r. po wybudowaniu odcinka linii kolei wąskotorowej z Kóz Pomorskich do nieistniejącej obecnie wsi Poźrzadło. Rok wcześniej wybudowano linię ze Stargardu przez Starą Dąbrowę do Ińska. W 1897 r. linię tę przedłużono do Jankowa Pomorskiego Wąsk., a w 1910 r. do Drawska Pomorskiego Wąsk. Około 1965 r. w związku z wydzieleniem terenu na obecny poligon drawski linie Dobrzany- Poźrzadło Dwór i Ińsko- Drawsko Pomorskie Wąsk. zostały zamknięte i rozebrane. W 1996 r. zamknięto linie ze Starej Dąbrowy przez Kozy Pomorskie do Dobrzan i Ińska. W południowej części gminy istnieją także tory linii kolejowej Stargard – Kalisz Pomorski – Piła Gł., otwartej w latach 1881-1898 (odcinek przez Ognicę w 1895 r.). Linia została zamknięta w 2000 r. Część trasy ze Stargardu do Kalisza Pom. czynna była jeszcze w latach późniejszych. We wrześniu 2006 r. przywrócono ruch na tej linii. Obecnie w gminie czynna jest 1 stacja: Ognica.
W gminie czynny jest 1 urząd pocztowy: Dobrzany (nr 73-130).

## Administracja i samorząd
W 2016 r. wykonane wydatki budżetu gminy Dobrzany wynosiły 19 mln zł, a dochody budżetu 17,9 mln zł. Zobowiązania samorządu (dług publiczny) według stanu na koniec 2016 r. wynosiły 7,5 mln zł, co stanowiło 42% poziomu dochodów.
Gmina Dobrzany utworzyła 13 jednostek pomocniczych, będących sołectwami.
SołectwaBiała, Błotno, Bytowo, Dolice, Kępno, Kozy, Krzemień, Lutkowo, Mosina, Odargowo, Ognica, Sierakowo i Szadzko.

## Miejscowości
MiastoDobrzany (przed 1336 r.)
WsieBiała, Błotno, Bytowo, Dolice, Kępno, Kozy, Krzemień, Lutkowo, Mosina, Odargowo, Ognica, Sierakowo i Szadzko.
OsadyGrabnica
LeśniczówkiKielno